# Balkanmalvesläktet
Balkanmalvesläktet (Kitaibela) är ett växtsläkte familjen malvaväxter med två i södra Europa. Balkanmalva (K. vitifolia) odlas som trädgårdsväxt i Sverige. Släktnamnet stavas ibland Kitaibelia.